# OTRAG

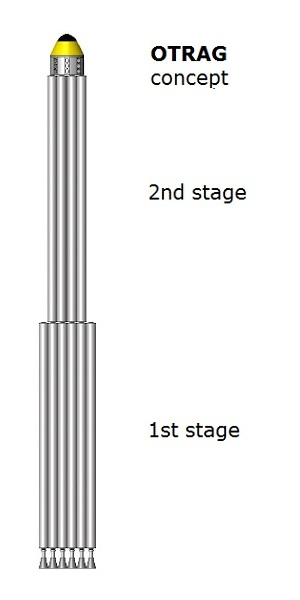
OTRAG

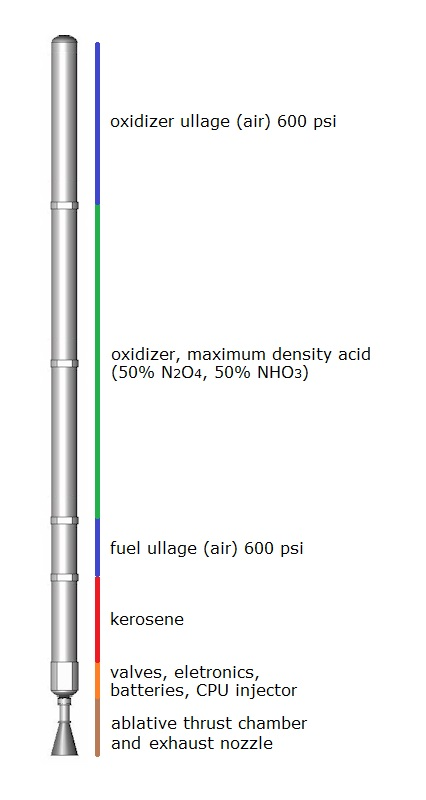
OTRAG CRPU

Die OTRAG (Orbital Transport- und Raketen Aktiengesellschaft) war eine deutsche Firma, die in den späten 1970er und frühen 1980er Jahren an einem alternativen Raketenantriebssystem arbeitete. Das Unternehmen zählte somit zu den Pionieren der nichtstaatlichen Raumfahrt.

## Entwicklung
Die OTRAG-Rakete sollte eine preisgünstige Alternative zu den ihrerzeit noch im Planungs- bzw. Entwicklungsstadium befindlichen Systemen der „Europa-Rakete“ Ariane und des US-amerikanischen Space Shuttles darstellen. Die Rakete wurde von einem privaten Betreiber-Konsortium (Orbital Transport und Raketen AG, Stille Gesellschaft) entwickelt. Die OTRAG wurde von zahlreichen Stillen Gesellschaftern (im Jahre 1978 waren es 1150) zur Aktiengesellschaft finanziert.
Leiter des Projekts war der süddeutsche Diplomingenieur für Luft- und Raumfahrt Lutz Kayser. Kayser (1939–2017) beschäftigte sich schon als Jugendlicher mit Raketen, hatte unter Eugen Sänger an der Stuttgarter Universität Luft- und Raumfahrttechnik studiert und gehörte seit 1954 der Gesellschaft für Weltraumforschung an. Aufsichtsrat war Kurt Debus, der vorher Direktor des Kennedy Space Centers war.
1971 hatte Kayser die Technologieforschung GmbH gegründet, die neben ERNO, Dornier und MAN als viertes Unternehmen einen Auftrag des Bundesforschungsministerium erhielt, eine kostengünstige Alternative zur Europa III B-Rakete, aus der später die Ariane hervorgehen sollte, zu entwickeln. Der Betrieb sollte preiswerter sein als die Europa II, dabei die Entwicklungskosten für die Europa III von 2 Mrd. DM unterbieten. Das Unternehmen erhielt bis 1974 insgesamt 4 Mio. DM. Danach richtete sich die Aufmerksamkeit des Ministeriums auf die Europa-Rakete.

### Konzept
Die OTRAG setzte auf das Konzept der Bündelrakete, das bereits in den 1930er Jahren vorgeschlagen und auch in der Heeresversuchsanstalt Peenemünde erörtert worden war. Es sollte ein Flugkörper gebaut werden, der mit möglichst einfachen Mitteln eine möglichst hohe Schubkraft erreichen sollte.
Die Rakete bestand im Unterschied zu den ihrerzeit und heute verbreiteten Trägerraketen aus modular ineinandergeschachtelten Antriebsrohren. An deren Spitze hätte eine Trägerkapsel von bis zu zwei – später geplant: zehn – Tonnen, das Gewicht eines damals üblichen Fernmeldesatelliten, in einen geostationären Orbit befördert werden können.
Dieses Common Rocket Propulsion Unit (CRPU) – zu deutsch „Einheitliches Raketentriebwerksmodul“ – sollte die Basis für kostengünstige mittlere und schwere Trägerraketen für kommerzielle und wissenschaftliche Nutzlasten sein.

### Technik
Die Module stellten jeweils einzelne Flüssigraketen dar und bestanden aus Rohren, die drei Meter Länge und 27 Zentimeter Durchmesser hatten. Jeweils acht dieser Rohre würden übereinander montiert, durch Bajonettverschlüsse zusammengehalten, sodass die Trägerrakete 24 m lange Tanks genutzt hätte. Die Versuchsraketen bestanden dagegen nur aus zwei und vier Tanks von sechs beziehungsweise zwölf Metern Länge. Unter jedem Tank war ein eigenes Triebwerk montiert, das bei 27 cm Durchmesser einen Meter Länge aufwies.
Als Treibstoffe wurden Kerosin und Salpetersäure im Volumenverhältnis 1:3 eingesetzt; ein Tankrohr war zu 66 % mit Kerosin gefüllt und die drei darüberliegenden mit Salpetersäure. Die Zündung erfolgte durch einen chemischen Initiator (Furfurylalkohol). Der Treibstoff wurde nicht durch Pumpen gefördert, wie bei größeren Flüssigraketen üblich, sondern durch elektronisch gesteuerte Kugelventile, welche die unter Überdruck stehenden Treibstofftanks öffnen und schließen konnten. Der Überdruck in den Tanks nahm dabei von 40 bar bei der Zündung auf 15 bar zum Brennschluss ab (adiabate Druckförderung).
Das Triebwerk bestand aus einer einfachen zylindrischen Brennkammer mit einer radialen Treibstoffeinspritzung. Als Düsenhals diente ein Graphitring, dessen vorab zu wählende initiale Öffnungsweite den Startschub in einem Bereich von 5 bis 50 kN regulierte. Als Hitzeschutz diente eine Beschichtung aus Phenolharz und Kohlenstofffasern im Inneren der Raketenbrennkammern, die auf den Abbrand während der Brennzeit von 130 Sekunden ausgerichtet war (Ablativer Hitzeschild).
Bedingt durch die relativ energiearme Treibstoffkombination, den relativ weiten Düsenhals und die kurze Düse war der erzielte spezifische Impuls jedoch vergleichsweise niedrig. Die Angaben von OTRAG-Mitarbeitern differieren dabei zwischen 1.800 und 2.648 Ns/kg bei 1 bar Außendruck.
Ein 24 m langes Modul mit einem ein Meter langen Triebwerk wog 1.508 kg, wovon 1.130 kg auf den Oxidator Salpetersäure und 220 kg auf den Brennstoff Kerosin entfielen. Die Leermasse betrug 153 kg, davon entfielen 65 kg auf das Triebwerk und 88 kg auf die Tanks.

### Logistik

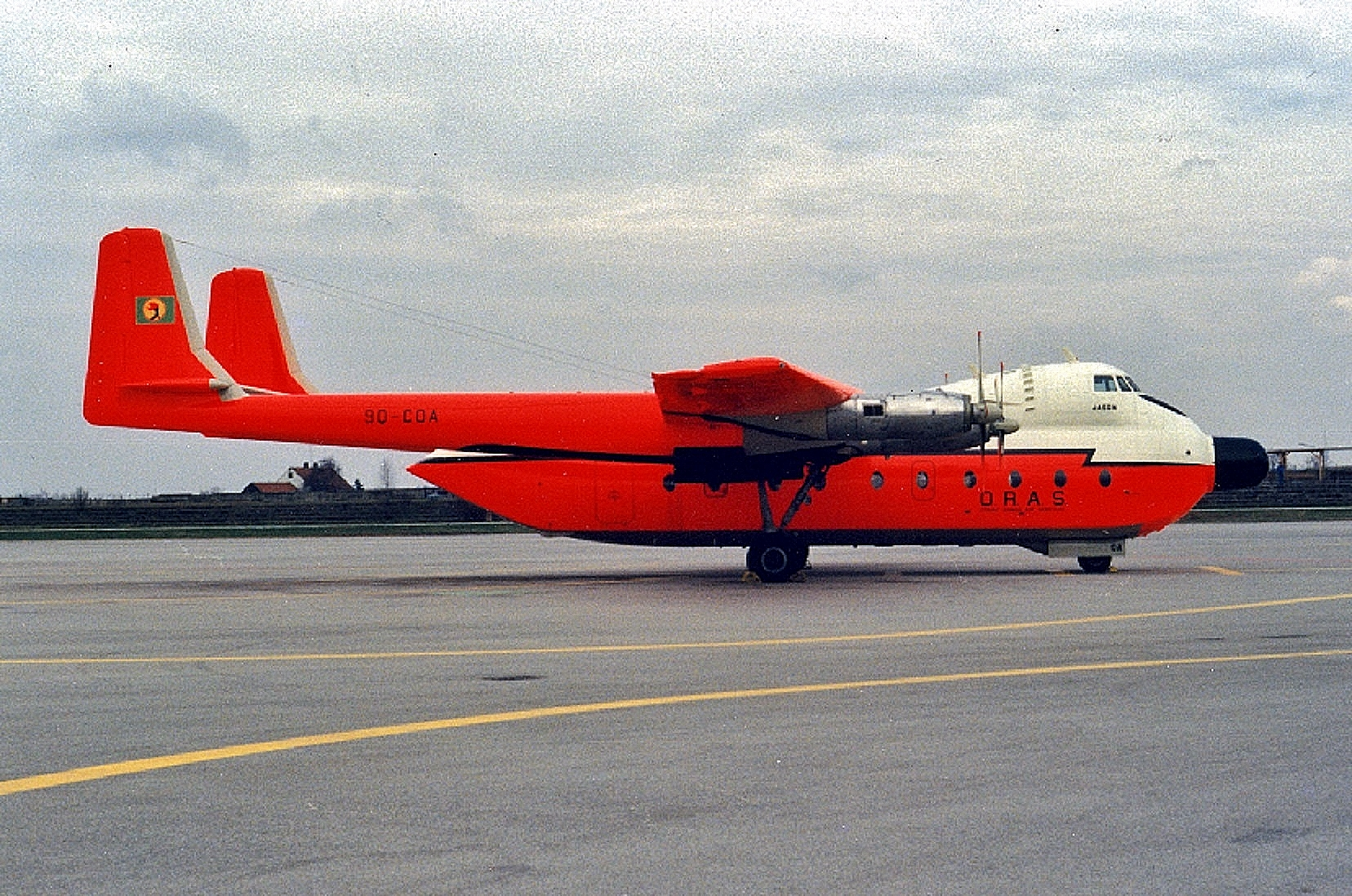
Die Armstrong Whitworth Argosy der OTRAG bzw. O.R.A.S.

Im Frühjahr 1977 wurde ein gebrauchtes viermotoriges Turboprop-Frachtflugzeug des Typs Armstrong Whitworth Argosy von der britischen Royal Air Force gekauft und im Kongo mit dem Luftfahrzeugkennzeichen 9Q-COE zugelassen. In seinem geräumigen Frachtraum konnten auch sperrige Teile befördert werden. Sie wurde unter dem Namen und mit der Aufschrift „O.R.A.S.“ (OTRAG Range Air Services) betrieben. 
Am 1. Juni 1979 wurde die Armstrong Whitworth A.W.660 Argosy C.1 der OTRAG (9Q-COE) allerdings auf dem Flughafen Lubumbashi-Luano (Demokratische Republik Kongo) derart hart gelandet, dass sie irreparabel beschädigt wurde. Personen kamen nicht zu Schaden.

### Kritik
Schon in den 1980er Jahren gab es Kritik an dem Konzept. Eine von der DFVLR (damalige deutsche Agentur für Luft- und Raumfahrt) in Auftrag gegebene Studie kam 1975 zu dem Schluss, dass das Konzept nicht wirtschaftlich sei. Harry Ruppe errechnete mit den OTRAG-Angaben zu den Modulen eine wesentlich geringere Nutzlast als von dieser angegeben, nämlich 3,6 anstatt 10 Tonnen. Lutz Kayser nahm dagegen eine deutliche Leistungssteigerung durch einen Düseneffekt mit vielen Modulen an, ohne den der spezifische Impuls und damit die Nutzlast deutlich geringer war. Dieser Effekt wurde jedoch von der Fachwelt als spekulativ abgewiesen.

### Testflüge
Ein startfähiger Träger für Orbitalnutzlasten, der aus bis zu 1024 Treibstoffrohr-Modulen bestehen sollte, wurde niemals hergestellt. Insgesamt 18 dokumentierte Teststarts mit einzelnen Antriebselementen fanden von Shaba North (Zaire), Camp Tawiwa (Libyen) und Esrange (Schweden) aus statt (Zaire: 3; Libyen: 14; Schweden: 1). Durch die OTRAG bzw. Kayser wurden widersprüchliche Daten zu den Flügen bekannt gegeben.
Im Jahre 1976 pachtete die OTRAG das 100.000 km² große Gelände in Zaire. OTRAG errichtete an einer steil abfallenden Klippe in 1300 m Höhe über Meeresniveau (ü. NN) einen Startplatz (Shaba North), um die kommerzielle Rakete OTRAG zu testen. Hier fanden insgesamt drei Versuchsstarts statt:
- Der erste Start fand am 17. Mai 1977 statt und diente dem Test der Antriebseinheiten. Die sechs Meter lange Rakete stieg nach der planmäßigen Brenndauer von ca. 10,5 s bis auf 12 km Höhe (ü. NN).
- Der zweite Start erfolgte in der Nacht des 20. Mai 1978. Dieses Mal erreichte die auf 12 m verlängerte Rakete eine Höhe von 9 km Höhe (ü. NN). Der vorzeitige Brennschluss trat nach ca. 20 s (geplant 24 s) durch Schäden an den nur ablativ geschützten Brennkammern auf.
- Ein dritter Start am 5. Juni 1978 in Anwesenheit des Staatschefs Mobutu Sese Seko erwies sich als schwerer Fehlschlag. Die 12 Meter lange Rakete kam noch beim Verlassen des Startgerüsts vom Kurs ab und zerschellte nach wenigen Sekunden in einem nahe gelegenen Tal. Trotzdem bezeichnete Kayser diesen Versuch auch noch Jahrzehnte später als 50%igen Erfolg.

Durch politischen Druck Frankreichs, der USA, Deutschlands und der Sowjetunion wurde der Pachtvertrag im April 1979 gekündigt, und die OTRAG musste Zaire verlassen.
Am 1. März 1981 startete die bundesdeutsche OTRAG Orbital Transport und Raketen AG einen weiteren Raketentest, auf dem Versuchsgelände Camp Tawiwa in der dünn besiedelten Sahara nahe der Seba-Oase in Libyen. Die Rakete versagte ca. 22 s nach dem Start. Danach gab es seitens der OTRAG keine öffentlichen Berichte mehr über Starts. Ein Teil der Mitarbeiter wurde von libyschen Militärs weiterbeschäftigt, um bis 1987 für Libyen Raketen zu entwickeln. Lutz Kayser verweigerte nach eigenen Aussagen die Zusammenarbeit mit dem Militär und musste die OTRAG verlassen.
Sein Nachfolger Frank Wukasch versuchte, das angespannte Verhältnis zur deutschen Regierung durch den Start von Höhenforschungsraketen zu verbessern. Am 19. September 1983 erfolgte ein Start für die DFVLR vom Startplatz Esrange in Schweden, doch die Rakete wurde nach ca. zwei Dritteln der geplanten Antriebszeit durch die Einwirkung einer Nutzlast zerstört. Danach waren die Gelder aufgebraucht, und die Firma wurde 1986 von den Gesellschaftern liquidiert. Lutz Kayser arbeitete nach der „Enteignung“ noch über zehn Jahre in Libyen an Aufwindkraftwerken.

### Politische Bezüge
Presseberichten aus den frühen 1980er Jahren zufolge stand das Projekt im Widerspruch zu den US-amerikanischen und europäischen Plänen für ein Orbitaltransportsystem auf der Basis mehrstufiger Raketen. Andere Berichte vermuteten wiederum ein internationales Misstrauen gegenüber einer möglichen atomaren Wiederbewaffnung der Bundesrepublik Deutschland und dass die Anrainerstaaten Libyens aus diesem Grund Widerspruch einlegten. Der damalige Außenminister Hans-Dietrich Genscher soll das Projekt schließlich auf Druck Frankreichs gestoppt haben, um der von Deutschland co-finanzierten „Europa-Rakete“ Ariane keine Konkurrenz zu machen und um politische Verwicklungen zu vermeiden.
Der Bundesfinanzhof sprach schließlich der OTRAG die Gewinnerzielungsabsicht ab, und das Unternehmen musste nach Aufbrauchen der Gelder aufgelöst werden. Konstruktionen und Unterlagen der Entwicklung von Lutz Kayser gingen nach dessen Aussagen vertragsgemäß an ihn zurück, während sie nach Aussagen seines Vize Frank Wukasch weiterhin Eigentum der Gesellschafter der OTRAG seien.

### Gerichtsverfahren
Nach jahrelangen Ermittlungen hat die Staatsanwaltschaft München I den Geschäftsmann Walter Z. im Dezember 2001 angeklagt, er habe von 1991 bis 1996 Teile für Raketen nach Libyen, entgegen dem seit 1992 geltenden UN-Handelsembargo, geliefert und dabei gegen das Außenwirtschaftsgesetz (AWG) verstoßen. Mitangeklagt waren noch zwei weitere Personen. Z. gehörte in den 1970er Jahren zur Gruppe um Lutz Kayser und OTRAG. Er war 1998 festgenommen, später gegen Kaution wieder auf freien Fuß gesetzt worden.

### 21. Jahrhundert
Das im Jahre 2000 gegründete private US-Raumfahrt-Unternehmen Armadillo Aerospace, das auch am Ansari X-Prize teilnahm, nahm in Zusammenarbeit mit Kayser das Konzept der modularen Bündeltriebwerke auf. Das Unternehmen kündigte 2006 die Weiterentwicklung dieser Technik zu einer Suborbital-Rakete an.
Das 2018 gegründete deutsche Raumfahrtunternehmen HyImpulse arbeitet an der Orbitalrakete SL1, deren drei Stufen jeweils auf gebündelten, aber zusätzlich ummantelten Hybridraketentriebwerken bestehen sollen.

## Dokumentarfilme
- Fly Rocket Fly – Mit Macheten zu den Sternen, Dokumentarfilm, Regie: Oliver Schwehm, Belgien, Deutschland 2018, 90 Minuten; Kinostar Filmverleih.[6]
- Deutsche Raketen für Gaddafi (Dokumentarfilm – 52 Min., Deutschland 2021), Regie: Oliver Schwehm, Kersten Schüßler, Produktion: Arte / Spiegel TV / WDR[7]